# Mamy Blue
Mamy Blue est une chanson composée et écrite par Hubert Giraud en 1970, alors qu'il était en voiture coincé dans un embouteillage à Paris. La toute première version a été adaptée et enregistrée en italien par Ivana Spagna début 1971. 
Puis, le chanteur Phil Trim, du groupe espagnol Pop-Tops (en), l'adapte en anglais. Les Pop-Tops vont à Londres pour enregistrer la chanson et la sortent en juin 1971. Celle-ci devient un succès international. 
Hubert Giraud et le label Barclay se dépêchent alors de faire enregistrer pendant l'été la version anglaise de Phil Trim par le Français Joël Daydé (enregistrement aux Olympic Studios, près de Londres) et surtout, une version française par Nicoletta qui deviendra la plus connue en France.

## Versions
La chanson a connu de nombreuses adaptations (sauf mention contraire, les versions mentionnées ci-dessus conservent le titre original). Elle fut notamment enregistrée par, :
- Horace Andy ;
- Dalida (en italien) ;
- Joël Daydé (en anglais) ;
- Jacques Desrosiers(Patof) (sous le titre Patof Blou, avec des paroles différentes en français) ;
- Céline Dion (en français) ;
- Julio Iglesias (en anglais et français) ;
- Vicky Leandros ;
- Joe Cocker ;
- José Mercé (en espagnol) ;
- Nicoletta (en français) ;
- Pop-Tops (en) (en espagnol, anglais et italien) ;
- Demis Roussos ;
- Ricky Shayne (en allemand et anglais) ;
- Stories ;
- Roger Whittaker (en anglais et en français) ;
- Laima Vaikule ;
- Golden Gate Quartet ;
- Ken Boothe ;
- Joey Starr avec Nicoletta (sous le titre Mamy..., avec des paroles différentes en français) ;
- James Last ;
- Poppys ;
- Ivana Spagna (en italien) ;
- The Cimarons ;
- The Circles.

## Classements

### Version de Nicoletta
| Classement (1971) | Meilleure place |
| ----------------- | --------------- |
| France            | 1               |
| Wallonie          | 11              |

### Version de Pop Tops
| Classement (1971) | Meilleure place |
| ----------------- | --------------- |
| Allemagne         | 1               |
| Flandre           | 1               |
| France            | 2               |
| Norvège           | 1               |
| Pays-Bas          | 3               |
| Suisse            | 1               |
| Wallonie          | 3               |

### Version de Joël Daydé
| Classement (1971) | Meilleure place |
| ----------------- | --------------- |
| Allemagne         | 40              |
| France            | 3               |
| Norvège           | 3               |
| Pays-Bas          | 17              |
| Wallonie          | 3               |